# Polariseerbaarheid
De polariseerbaarheid α van een molecuul, atoom of hoeveelheid materie is de mate waarin door een uitwendig aangelegd elektrisch veld E in de molecuul, het atoom of de materie een elektrisch dipoolmoment μ geïnduceerd kan worden:
{\displaystyle \mu =\alpha \cdot E}
De polariseerbaarheidsfactor α wordt uitgedrukt in C2 · m2 · J−1. In de literatuur worden elektrische polariseerbaarheden dikwijls weergegeven als α', met
{\displaystyle \alpha '={\frac {\alpha }{4\pi \epsilon _{0}}}}
De factor α' stelt daarbij het polariseerbaarheidsvolume voor.

## Beschrijving
De polariseerbaarheid is een eigenschap van de molecuul of het atoom zelf en ligt vrijwel geheel vast zolang de elektronische kwantumtoestand van het deeltje niet verandert. De vorm van de golffuncties waarin de elektronen van het deeltje zich bevinden bepaalt namelijk hoe eenvoudig of moeilijk het is polarisatie teweeg te brengen. Bij polarisatie worden namelijk deze elektronenwolken enigszins vervormd, zodoende dat de ladingsverdeling binnenin het atoom wijzigt. Dit is gemakkelijker voor de elektronen van een groter atoom, bijvoorbeeld zwavel dan voor een kleiner atoom, zoals zuurstof. Ook elektronen in onverzadigde verbindingen of in een gedelokaliseerd systeem, zoals de π-elektronen van benzeen, zijn doorgaans eenvoudiger te polariseren dan de elektronen van een σ-binding, zoals in methaan.
Strikt genomen is de bovenstaande vergelijking niet volledig. De grootte van het geïnduceerde moment hangt niet helemaal lineair af van het aangelegde veld. De afwijking van lineair gedrag kan goed benaderd worden door het toevoegen van hogere orde termen in een Taylorreeks:
{\displaystyle \mu =\alpha E+\beta E^{2}+\dots }
Het is in het algemeen voldoende de hogere termen weg te laten, omdat zij bijzonder klein worden, en zelfs de coëfficiënt β, die de hyperpolariseerbaarheid genoemd wordt, is voor de meeste materialen verwaarloosbaar klein. Materialen met naar verhouding grote waarden van β zijn interessant, omdat zij de basis vormen van de niet-lineaire optica.

## Toepassing
De polariseerbaarheid is met name van belang bij de beschrijving van intermoleculaire krachten (wisselwerkingen aanwezig tussen atomen of moleculen), meer bepaald bij de vanderwaalskrachten. Voor de verschillende typen vanderwaalskrachten (te weten londonkrachten, dipool-dipoolinteracties en geïnduceerde dipool-dipoolinteracties) zijn op theoretische basis (doorgaans gestoeld op kwantummechanische fundamenten) verbanden afgeleid tussen de interactie-energie, de polariseerbaarheid en het geïnduceerde dipoolmoment. Zij worden in onderstaande tabel samengevat:
| Type interactie            | Verband                                                                               | Voorbeeld                    |
| -------------------------- | ------------------------------------------------------------------------------------- | ---------------------------- |
| dipool-dipool              | {\displaystyle V\propto {\frac {\mu _{A}^{2}\mu _{B}^{2}}{k_{B}T}}{\frac {1}{r^{3}}}} | zwaveldioxide                |
| geïnduceerde dipool-dipool | {\displaystyle V\propto {\frac {\mu _{A}^{2}\alpha _{B}}{r^{6}}}}                     | waterstofchloride en benzeen |
| londonkracht               | {\displaystyle V\propto {\frac {\alpha _{A}\alpha _{B}}{r^{6}}}}                      | methaan                      |

## Overzicht
Onderstaande tabel geeft een overzicht van het permanent dipoolmoment, de polariseerbaarheid en het polariseerbaarheidsvolume van enkele atomen en moleculen in de gasfase.
| Gas                | Permanent dipoolmoment µ (D) | Polariseerbaarheid α (10−40 C2 · m2 · J−1) | Polariseerbaarheidsvolume α' (10−30 m3) |
| ------------------ | ---------------------------- | ------------------------------------------ | --------------------------------------- |
| helium             | 0                            | 0,22                                       | 0,20                                    |
| argon              | 0                            | 1,85                                       | 1,66                                    |
| distikstof         | 0                            | 1,97                                       | 1,77                                    |
| diwaterstof        | 0                            | 0,91                                       | 0,819                                   |
| methaan            | 0                            | 2,89                                       | 2,60                                    |
| benzeen            | 0                            | 11,6                                       | 10,4                                    |
| tetrachloormethaan | 0                            | 11,7                                       | 10,5                                    |
| koolstofdioxide    | 0                            | 2,93                                       | 2,63                                    |
| koolstofmonoxide   | 0,12                         | 2,20                                       | 1,98                                    |
| waterstoffluoride  | 1,91                         | 0,57                                       | 0,51                                    |
| waterstofchloride  | 1,08                         | 2,93                                       | 2,63                                    |
| waterstofbromide   | 0,80                         | 4,01                                       | 3,61                                    |
| waterstofjodide    | 0,42                         | 6,06                                       | 5,45                                    |
| chloroform         | 1,01                         | 9,46                                       | 8,50                                    |
| dichloormethaan    | 1,57                         | 7,57                                       | 6,80                                    |
| chloormethaan      | 1,87                         | 5,04                                       | 4,53                                    |
| methanol           | 1,71                         | 3,59                                       | 3,23                                    |
| ammoniak           | 1,47                         | 2,47                                       | 2,22                                    |
| water              | 1,85                         | 1,65                                       | 1,48                                    |